# Šušenský rajón
Šušenský rajón (rusky Шушенский район) je jeden z rajónů Krasnojarského kraje v Rusku. Jeho administrativním centrem je město Šušenskoje, které je zároveň s necelými 17 tisíci obyvatel jediným větším městem. Rajón leží na jihu Krasnojarského kraje u jeho hranic a ve znaku má irbisa.